# Bolivianska riksförbundet
Bolivianska riksförbundet (spanska: Federación Nacional de Asociaciones Boliviana - Suecia  ) (FEDBOL) är ett invandrarförbund i Sverige. Det bildades 1989. och håller till i Kungsbacka.

### Fotnoter
1. ↑  ”Årsveckofest i Stockholm”. Familjeföreningen Bolivias Barn. Arkiverad från originalet den 15 augusti 2016. https://web.archive.org/web/20160815232822/http://www.vivabolivia.se/index.asp?g=1&r=21. Läst 31 juli 2016.
2. ↑  ”Bolivianska riksförbundet”. Immigrantinstitutet. Arkiverad från originalet den 4 juli 2016. https://web.archive.org/web/20160704100323/http://www.immi.se/organisationer/bolivianska. Läst 31 juli 2016.